# Eric Harland
Eric Harland (* 8. listopadu 1978) je americký jazzový bubeník. Studoval hudbu na Manhattan School of Music a později teologii na Houston Baptist University. Svou kariéru však zahájil již po dokončení středoškolského studia a hrál i během studií na vysokých školách. Během své kariéry spolupracoval s řadou hudebníků, mezi které patří McCoy Tyner, Ravi Coltrane, Taylor Eigsti, Terence Blanchard, Charles Lloyd nebo Joshua Redman. V letech 2005 až 2012 byl členem souboru SFJAZZ Collective.